# Chiesa di San Pietro (Cedda)
La chiesa di San Pietro è un edificio religioso situato a Cedda, nel comune di Poggibonsi, in provincia di Siena, arcidiocesi di Siena-Colle di Val d'Elsa-Montalcino.

## Storia
La prima citazione della chiesa risale invece al 12 settembre 1046 quando viene inserita tra le chiese suffraganee della pieve di Sant'Agnese in Chianti. Probabilmente a quell'epoca era già sede di una comunità di canonici.
In seguito alla distruzione del castello di Poggiobonizzio la sua situazione economica migliorò notevolmente come confermato dalle decime pagate per il 1276 che ammontano a 4 lire e 6 soldi ma già l'anno seguente salgono a 6 lire e 10 soldi. Nel XV secolo e nel XVI la chiesa appartenne alla diocesi di Firenze ed aveva una sua chiesa suffraganea: la chiesa di Gavignano.
Nel 1592 con la creazione della diocesi di Colle di Val d'Elsa venne annessa a quest'ultima ma non perse il suo status di prioria; nelle viste apostoliche del XVIII secolo la chiesa venne giudicata ben fornita di arredi. La popolazione del popolo di Cedda crebbe costantemente e gli abitanti passarono dai 115 nel 1551 ai 305 nel 1845, ma nonostante ciò la chiesa non venne mai ne ingrandita ne fu oggetto di lavori di adeguamento. Solo all'inizio del XX secolo vennero effettuati dei restauri.

## Descrizione

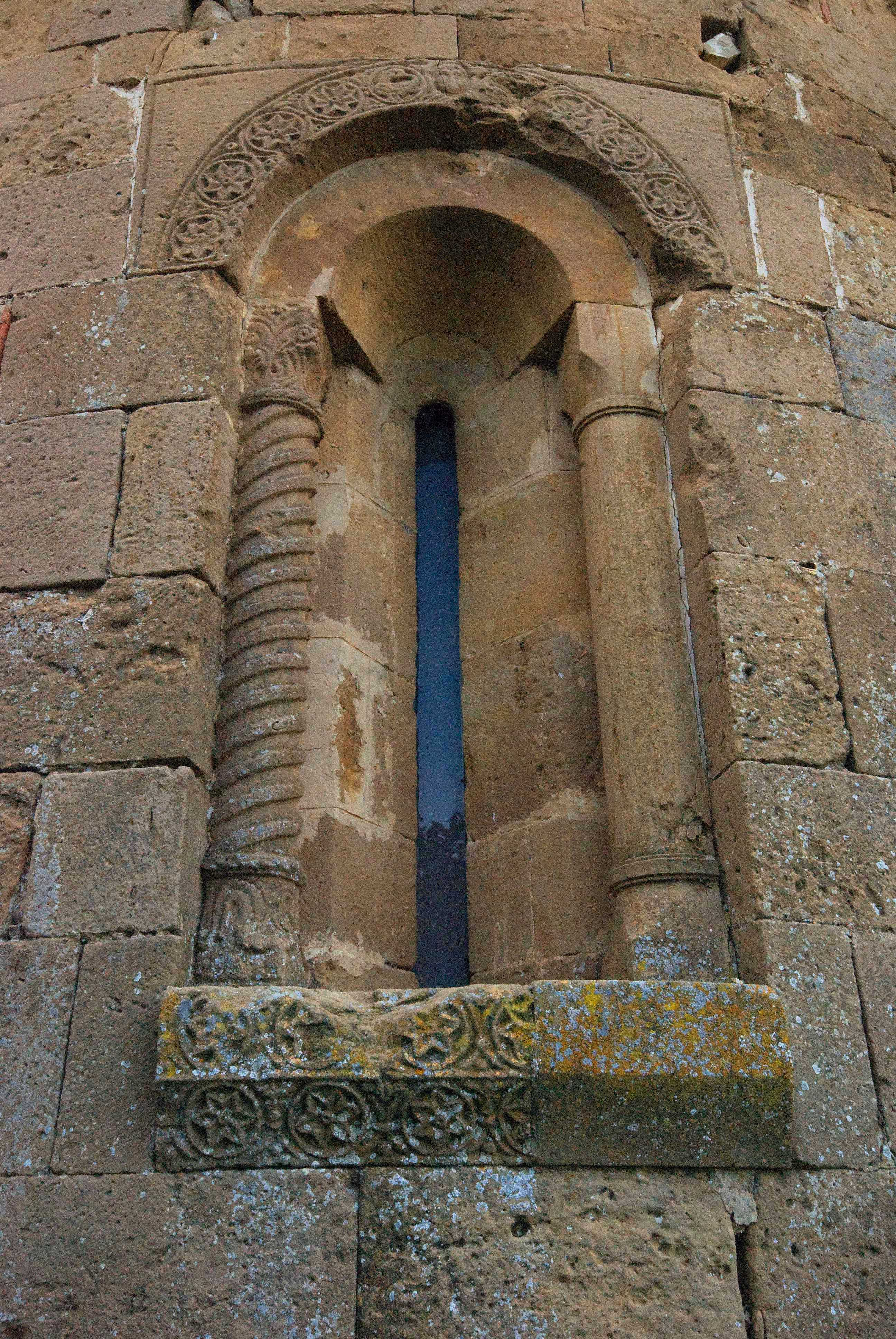
La finestrella dell'abside

La chiesa di San Pietro a Cedda è considerata una degli edifici sacri più importanti della Val d'Elsa ed è una chiesa ad unica navata, molto allungata, terminante in un'abside e coperta a tetto.

### Esterno
Dal tipo di muratura si ritiene che la costruzione sia stata realizzata in un'unica fase; il paramento murario è costituito da una muratura pseudoisodoma realizzata con pietre arenarie perfettamente squadrate e spianate.
La facciata è a capanna ma è parzialmente coperta sulla sinistra da un edificio successivo. Tra il portale e il tetto è collocata una bifora realizzata in occasione del restauro novecentesco. Il portale sovrastato da una lunetta monolitica presenta un archivolto a tutto sesto decorato con motivi di tipo vegetale (palme, intrecci di vimini, grappoli d'uva) e da motivi geometrici (triangoli, tipo le pievi di Coiano e Pievescola). Nell'architrave è presente un'iscrizione (IN XPI NOMINE XPIAHEI DEDICA + R.S.A.W.) e ai bordi quale cornice sono dei fregi raffiguranti fogliami (come nella pieve di Mensano). Altre decorazioni dell'architrave sono una croce romanica inserita tra una serie di rosette quadrate.
Il fianco meridionale, quello meglio visibile, presenta tre monofore a doppio sguancio e il fianco settentrionale è identico.

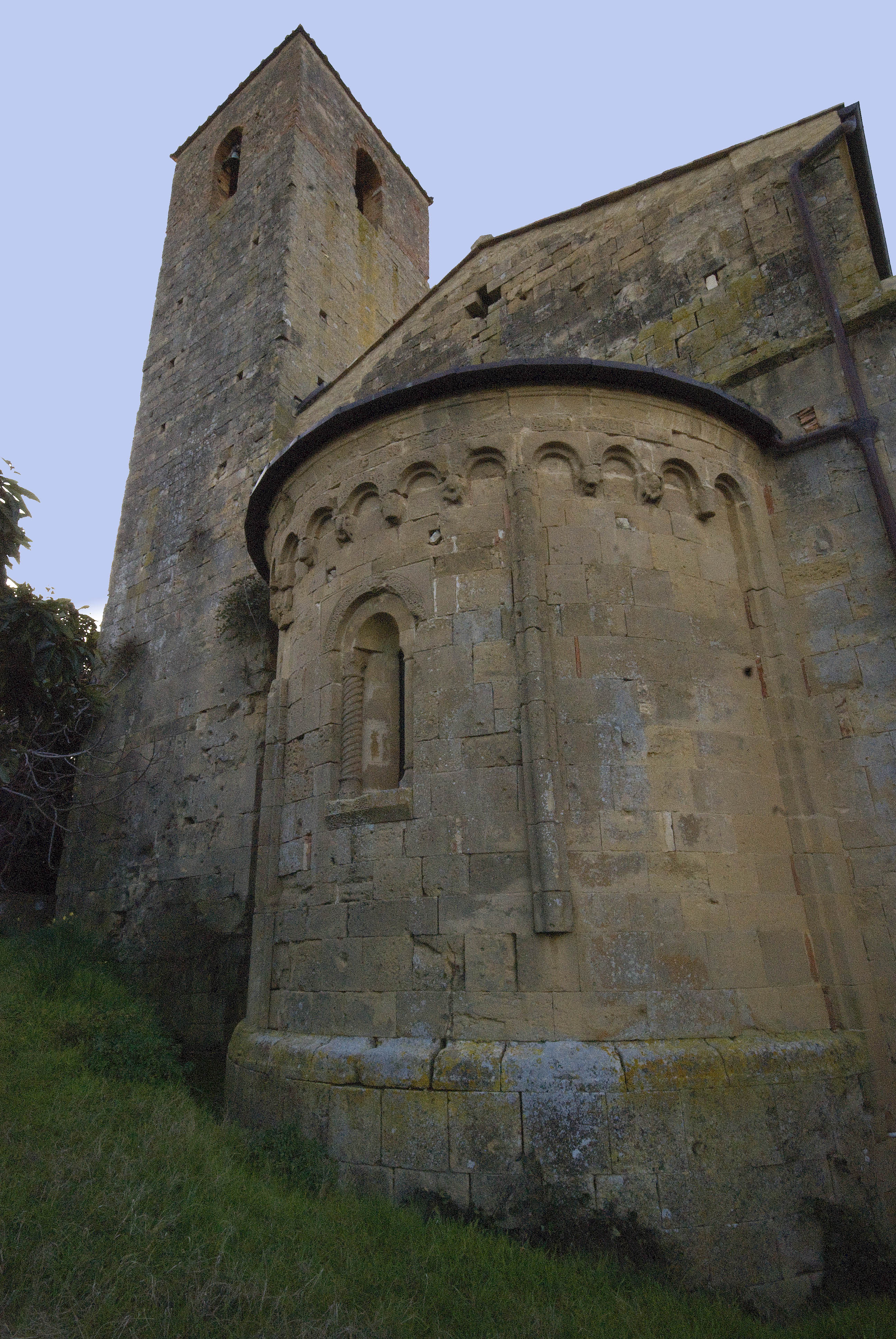
L'abside

La tribuna è dominata dal volume dell'abside i cui volumi sono scandirti da paraste. Il coronamento presenta una cornice svasata e una seri di tredici archetti a risega decorati come il portale d'ingresso e poggianti su mensole antropomorfe o zoomorfe alternate. Nel mezzo dell'abside si apre una monofora a doppio sguancio. Nel paramento murario posto sopra l'abside è visibile una feritoia a croce, motivo tipico delle chiese canonicali.

### Interno
L'interno è coperto a capriate in vista ed è molto allungato rispetto ai canoni abituali; un grande arco divide il presbiterio dallo spazio riservato ai fedeli. I sostegni di questo arcone presentano semicolonne con basi ad anelli e i capitelli simulano la presenza di un transetto innestato sul corpo della chiesa. Nel catino dell'abside è presente una cornice scolpita con figure simboliche. Tali figure raffigurano un animaletto che scappa inseguito da un drago mentre nell'altro verso è posta una figura identica seguita da un pellicano, poi c'è Adamo che con una mano stringe il pomo, un'altra testina (forse Eva), un altro animale selvaggio e poi una serie di rosette e testa umane alternate. I capitelli dell'arcone centrale raffigurano due cariatidi decorate con grappoli d'uva ( come nella pieve di Cellole).
Nel presbiterio vi son due portali: quello di sinistra è architravato mentre quello di destra è molto simile a quello della facciata. Da quest'ultimo portale si accede alla torre campanaria.
All'interno le opere pittoriche sono una pala del XV secolo con la Madonna col Bambino e santi e due affreschi: uno trecentesco con San Pietro e l'altro con la figura di una santa, della seconda metà del XIII secolo.

### Torre campanaria

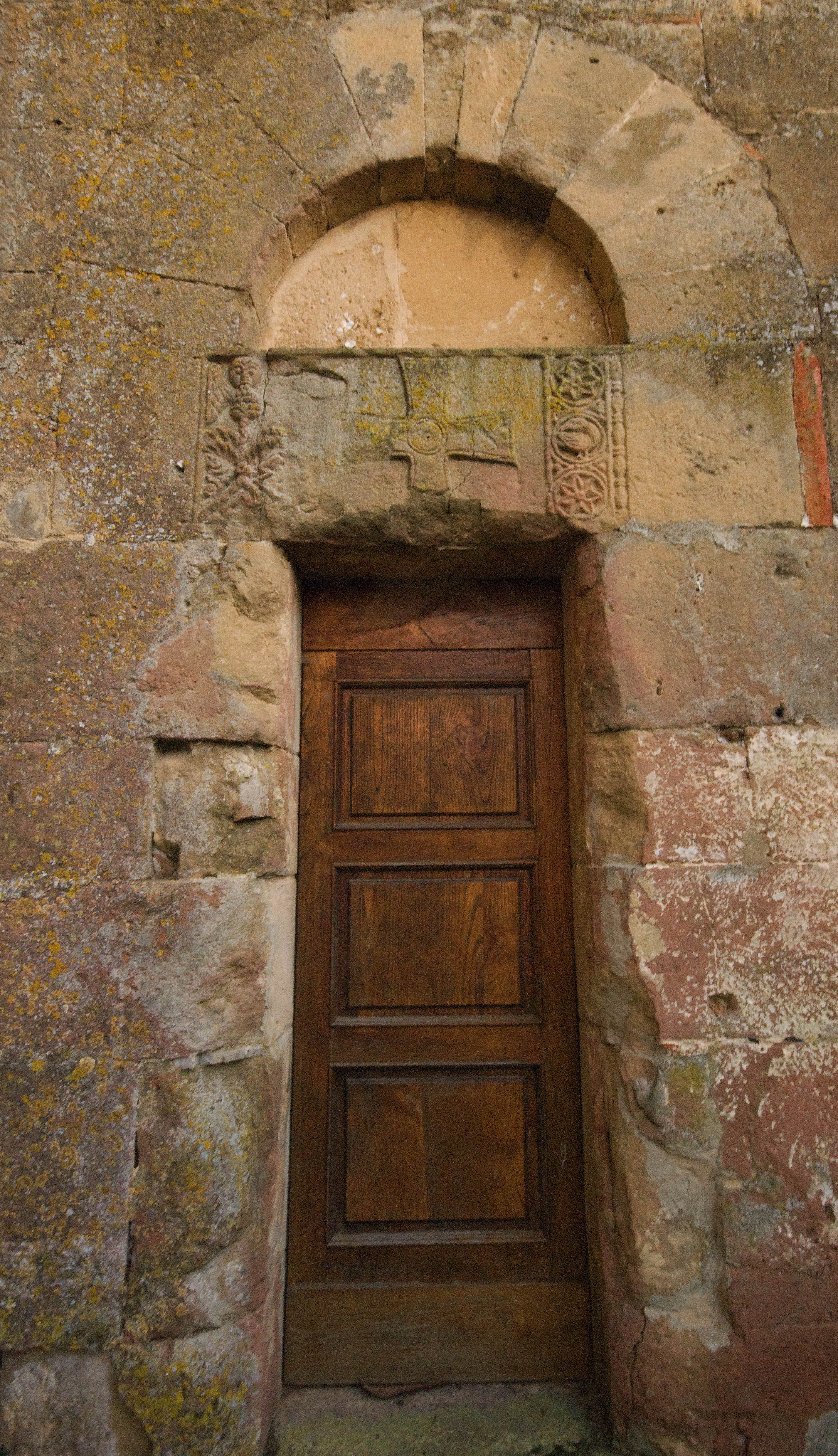
Porta di accesso al campanile

La torre campanaria è posta su uno spigolo alla sinistra della tribuna. Interessante è il portale posto alla base dalla parte esterna; il portale ha un arco a tutto sesto e una lunetta monolitica nella cui architrave sono varie decorazioni raffiguranti una croce romanica, un cherubino, due rosette e una colomba.